# Districte de Conhac
El Districte de Conhac és un dels tres districtes del departament del Charente, a la regió de la Nova Aquitània. Té 9 cantons i 108 municipis, el cap del districte és la sotsprefectura de Conhac.

## Cantons
- Cantó de Baignes-Sainte-Radegonde
- Cantó de Barbezieux-Saint-Hilaire
- Cantó de Brossac
- Cantó de Châteauneuf-sur-Charente
- Cantó de Conhac-Nord
- Cantó de Conhac-Sud
- Cantó de Jarnac
- Cantó de Rouillac
- Cantó de Segonzac